# سوپرمن: حمله برینیاک
سوپرمن: حمله برینیاک (به انگلیسی: Superman: Brainiac Attacks) یک انیمیشن سینمایی در ژانر اکشن و ماجراجویی است که در ۲۰ ژوئن ۲۰۰۶ به کارگردانی گارت گدا منتشر شد. این انیمیشن اقتباسی از سریال سوپرمن: مجموعه پویانمایی است که از صداپیشگان این انیمیشن می‌توان به تیم دالی، دینا دلانی، دیوید کاوفمان اشاره کرد.